# Équipe du Congo des moins de 20 ans de football
Ne doit pas être confondu avec Équipe de république démocratique du Congo des moins de 20 ans de football.
Maillots
L'équipe du Congo de football des moins de 20 ans  est constituée par une sélection des meilleurs joueurs congolais de moins de 20 ans (république du Congo). Ses rencontres sont organisées par la Fédération congolaise de football.

## Histoire
L’équipe du Congo a été disqualifié de la CAN -20 2025, après avoir obtenu un billet pour les phases final en cause une mauvaise gestion de la fédération.

## Palmarès
- Jeux de la Francophonie
  - Vainqueur en 2009 et 2013 
  - Finaliste 1997 
  - Troisième 1989 et 1994

- Coupe d'Afrique U20 :
  - Vainqueur en 2007

- UNIFFAC U20 :
  - Vainqueur en 2022 [2]
  - Finaliste en 2024

## Parcours en Coupe d'Afrique des nations junior
Non qualifiée à la Coupe d'Afrique des nations junior de 1979 a 1991
- 1993 : troisième tour
- 1995 : Non qualifié
- 1997 :  Non qualifié
- 1999 :  Premier tour
- 2001 :  Non qualifié
- 2003 :  Non qualifié
- 2005 :  Non qualifié
- 2007 :  Vainqueur
- 2009 : deuxième tour
- 2011 : deuxième tour
- 2013 : Premier tour
- 2015 : phases de groupe
- 2017 : deuxième tour
- 2019 : 3e tour
- 2021 : Phases finales zone Uniffac
- 2023 : Quart de finale
- 2025 : Disqualifié

## Parcours en Coupe du monde des moins de 20 ans
- De 1979 à 2007 : Non qualifié
- 2007 : huitième de finale
- De 2009 à 2025 : Non qualifié